# Región de Zanzíbar Oeste
Zanzíbar Ciudad/Oeste es una de las treintaiuna regiones que pertenecen a la República Unida de Tanzania, se localiza en la isla de Zanzíbar. Su capital es la ciudad de Zanzíbar.

## Distritos
La región de Zanzíbar Ciudad/Oeste se encuentra subdividida internamente en tan solo un par de distritos a saber:
- Ciudad de Zanzíbar
- Zanzíbar Oeste

## Territorio y población
Con un tamaño de 230 kilómetros cuadrados, es la región más pequeña de todo el país. En 2022 poseía una población de más de 893.169 personas, la densidad poblacional es de 3883'3 habitantes por kilómetro cuadrado.
- Datos: Q180822
- Multimedia: Unguja Urban West Region / Q180822